# Harry Reichenbach
Harry Reichenbach (1882–1931) fue  un agente de prensa y publicista estadounidense que soñó con maravillosos espectaculares para promover películas. Trabajaba para los actores como agente de prensa y para estudios como promotor. Fue uno de los miembros fundadores de Associated Motion Picture Advertisers.
Su primer trabajo fue promocionar a una mujer que nunca sonreía llamada “Sober Sue”. Realizó la presentación de dicho contrato en el Teatro Victoria en Broadway y ofreció a cualquier comediante neoyorquino la cantidad de $1000 USD si la hacían reír. Después se supo que la mujer tenía el síndrome de Möbius- paralización total de los músculos de la cara- por lo tanto le era imposible sonreír.

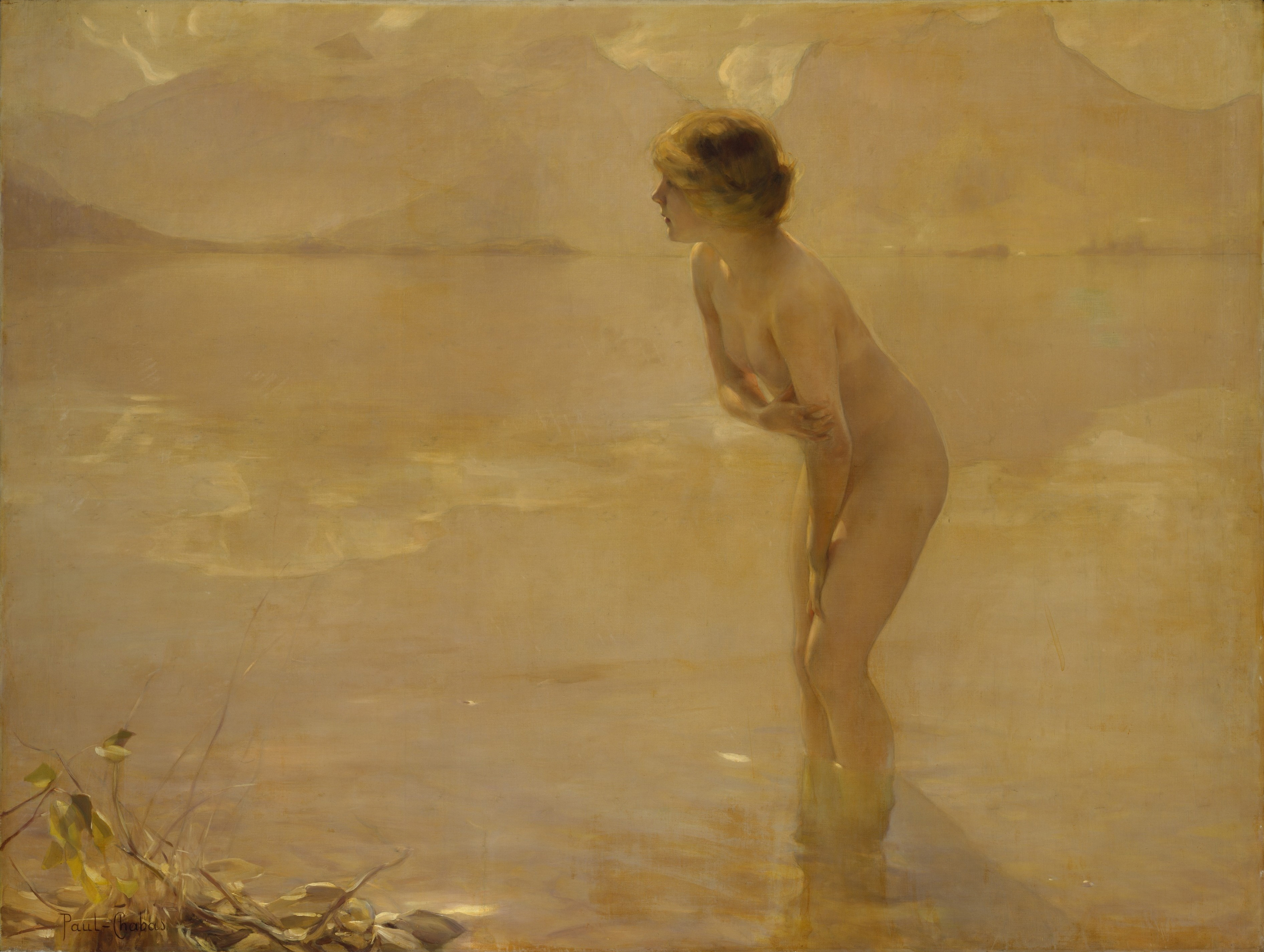
September Morn: The Comstock painting

Entre 1914-1916 trabajó como director de publicidad para varias compañías de películas como: Jesse L. Lasky Feature Play Co., Alco Film Corp., Bosworth Inc., Metro Pictures, Equitable Motion Picture Corp., World Film Co., and Frohman Amusement Corp.
En diciembre de 1916, Reichenbach fundó su propia compañía de relaciones públicas.  Reichenbach asegura haber popularizado la pintura September Morn,  pero esa historia aún está en disputa.
Para promocionar la secuela “El Regreso de Tarzán", Reichenbach contrató a un actor que se hospedó en el Hotel Bellclaire con el nombre de Thomas R. Zann. Zann tenía un enorme cajón que fue introducido hasta su habitación a través de la ventana. Después ordenó quince libras de carne de res cruda. Cuando el cocinero y el inspector del hotel llevaron la carne, notaron que la carne era para el león que el huésped tenía por mascota. El hotel llamó a la policía y Zann les explicó a los oficiales que era un gran fan de Tarzán.
Uno de los actores de Reichenbach trabajó para Rudolf Valentino. Reichenbach lo convenció de dejarse crecer la barba para causar una mala impresión aunque después terminó obteniendo una impresión cuando aceptó afeitarse.
Para la película de 1915 Trilby, que incluyó escenas de desnudos y el hipnotismo, Reichenbach contrató a una joven para dar varias veces la vuelta a la manzana y tomar asiento atrás de él justo antes de que la película terminara. Parecía agitada y agotada, y Reichenbach insinuó que las escenas de la hipnosis en la película podrían tener algo que ver con ello. También dispuso a varios psicólogos a especular sobre los posibles efectos de la hipnosis a través del cine.
En otros trucos publicitarios, Reichenbach organizaría secuestros falsos de actrices que aparecerían en sus películas. Hubo un intento de cruzar la frontera a México pero todo terminó en una carta con amenaza del presidente estadounidense Woodrow Wilson pidiéndole que se detuviera.
En 1928, Reichenbach estuvo a cargo del Colony Theater en Nueva York y llevó la película animada de Walt Disney Steamboat Willie en un tour con duración de dos semanas.
Cuando Reichenbach trabajó para el actor Francis X. Bushman, éste llevó a ver a los ejecutivos del estudio. Empezó a caminar con Bushman desde la estación del tren y dejó caer monedas de su bolsillo. Mucha gente los siguió; iban recogiendo las monedas y por consecuencia siguiéndolos. La multitud hizo creer a los ejecutivos de los estudios que los Bushman era muy popular y lo fichó en un gran contrato con Metro Pictures.
Para la película The Virgin of Stamboul, contrató actores para hacerse pasar por un equipo de rescate turco clandestino que fue a la caza de una novia real que se había fugado con un soldado estadounidense. Reichenbach filtró los detalles a la prensa. Su libro en 1931, El Fantasma Fama, escrito con David Freedman, fue la base de la película en 1932: The Half-Naked Truth.
Harry Reichenbach murió el 4 de julio de 1931.